# Завалишин, Дмитрий Иринархович
Дми́трий Ирина́рхович Завали́шин (13 [25] июня 1804, Астрахань — 5 [17] февраля 1892, Москва) — русский морской офицер, публицист и мемуарист, декабрист из рода Завалишиных.
Сын генерал-майора Иринарха Ивановича Завалишина, брат Николая Иринарховича Завалишина и Ипполита Иринарховича Завалишина, двоюродный брат поэта Ф. И. Тютчева, дед астрофизика Д. И. Еропкина.

## Биография
Родился в Астрахани 13 (25) июня 1804 года, в семье генерал-майора Иринарха Ивановича Завалишина и Марьи Никитичны Завалишиной (дев. Черняевой), сестры Г. Н. Черняева.
В семье было шестеро детей: сыновья — Николай, Александр, Дмитрий и Ипполит, дочери — Надежда и Екатерина. Мать Дмитрия Завалишина умерла, когда ему было 6 лет, и дети воспитывались второй женой отца — Надеждой Львовной Завалишиной, урождённой Толстой (1774–1854).
В 1817 году был назначен в числе лучших воспитанников Морского кадетского корпуса в практическое плавание на бриге «Феникс». В числе них были трёхкампанцы П. Станицкий, П. Нахимов, З. Дудинский, Н. Фофанов; двукампанцы П. Новосильский, С. Лихонин, В. Даль, И. Адамович, А. П. Рыкачёв, Ф. Колычев и однокампанец И. Бутенев. Посетил Стокгольм, Копенгаген, Карлскруну. Это плавание стало для Дмитрия Завалишина вторым. В 1819 году был выпущен из Морского кадетского корпуса в мичманы Балтийского флота и уже в 1821 году состоял в Морском корпусе преподавателем астрономии, высшей математики, механики, высшей теории морского искусства, морской тактики.
В 1822—1824 годах участвовал в кругосветном плавании на фрегате «Крейсер» под командованием М. П. Лазарева. Принимал участие в деятельности Русско-американской компании; составил проект преобразования русско-американских колоний, к которым, по его мнению, должна была быть присоединена и часть Калифорнии. Осенью 1824 года, вернувшись из Америки через Сибирь в Санкт-Петербург подал просьбу о разрешении ему, хотя бы и негласном, учредить «Орден Восстановления», устав которого он представил. Завалишину было передано, что государь находит идею этого общества увлекательной, но неудобоисполнимой; в то же время ему дано было понять, что формально ему не запрещается учредить этот орден. «Орден Восстановления» и был им тайно учреждён, но с изменением его устава в республиканском духе. Это было международное общество полумистического характера, облеченное всеми атрибутами масонства и задавшееся целью личным примером своих членов содействовать поднятию нравственности и бороться со злом всеми законными средствами. В это же время К. Ф. Рылеев привлек его к участию в «Северном тайном обществе». Формально он не был членом декабристских организаций, но тем не менее разделял их идеи.
В ноябре 1825 года отбыл в отпуск в Казанскую и Симбирскую губернии и во время восстания декабристов 14 (26) декабря 1825 года отсутствовал в Санкт-Петербурге. Арестованный в начале января 1826 года, после допроса был освобождён, однако в марте 1826 вновь арестован. В ходе следствия содержался под арестом в Главном штабе вместе с А. С. Грибоедовым, о котором оставил ценные воспоминания. Обвинён в согласии с умыслом цареубийства; был приговорён к каторжным работам в Сибири.
Вернулся из Сибири в 1863 году, хотя получил на это разрешение ещё в 1856 году; был принудительно выслан императором из Читы по представлению генерал-губернатора Н. Н. Муравьёва — уникальный в истории России случай — выслали из Сибири в Европейскую Россию. Власти считали пребывание его в Забайкалье опасным: Завалишин писал статьи, разоблачающие злоупотребления местной администрации. В Чите Дмитрий Иринархович также организовал школу и преподавал в ней; был одним из первых архитекторов Читы, ему она обязана своей четкой планировкой.
Обосновался в Москве. Участвовал в печати, публикуя статьи и воспоминания («Московские ведомости», «Русский вестник», «Русская старина», «Исторический вестник» и другие газеты и журналы). Автор обширных «Записок декабриста» (Мюнхен, 1904; Санкт-Петербург, 1906), содержащих важные, хотя и не лишённые тенденциозности, сведения о жизни декабристов в Сибири.
Умер 5 (17) февраля 1892 года. Похоронен в Москве в Даниловом монастыре; могила ликвидирована в 1930-е годы

## Семья
1-й брак (с 1839 г.) — Аполлинария Семеновна Смольянинова (1812—1847), дочь горного чиновника, управляющего Читинской волостью. Похоронена у южной стены читинской Михайло-Архангельской церкви. Надгробие восстановлено в 1989 году в ограде музея «Церковь декабристов».
2-й брак (с 1871 г.) — Зинаида Павловна Сергеева (ум. в 1890 г.), дочь титулярного советника. Разница в возрасте супругов была велика — 47 лет.
В браке родилось шестеро детей. Два сына — Иринарх и Дмитрий — умерли в детстве.
Дочери:
- Мария (1872—1919), антрополог. Окончила Цюрихский университет. Жила в Швейцарии, затем — в Санкт-Петербурге, а с 1913 года — в Тифлисе, преподавала в Тифлисском университете. Именно Мария  27 июня 1905 года приехала в Ясную Поляну к Льву Толстому и подарила ему вышедший в Мюнхене экземпляр «Записок декабриста».
- Зинаида (1876, Москва—1956). В молодые годы участвовала в революционном движении в Москве, в создании воскресных школ для рабочих, преподавала в них. Училась в Сорбонском университете, проходила стажировку в клиниках Цюриха и Берлина, получив квалификацию врача-педиатра. Вернувшись в Россию, для получения российского диплома поступила на третий курс Женского медицинского института, который окончила в 1906 году. Во время Великой Отечественной войны, уже будучи в преклонном возрасте, на Дороге жизни Зинаида Дмитриевна спасала от смерти эвакуированных из блокадного Ленинграда детей. Последние годы работала врачом детских яслей и консультантом в Доме Учёных. Её супруг — (2-й брак, с 1906 г.) — Иван Иванович Еропкин (1870—1916), юрист. Участник русско-японской войны. Когда началась Первая мировая война, добровольно пошёл на фронт, тяжело ранен под Ригой, умер от ран.
- Вера (1878—1924), юрист, была присяжным поверенным. Окончила юридический факультет Санкт-Петербургского университета.
- Екатерина (1882—1917), врач-психиатр, окончила медицинский факультет Берлинского университета.

Внуки (сыновья Зинаиды Дмитриевны):
- Всеволод (от первого брака Зинаиды Дмитриевны)
- Игорь Иванович Еропкин (1907—1945). Окончил консерваторию, занимался историей музыки. С ноября 1941 года на фронте. Награждён двумя медалями «За отвагу» и Орденом Отечественной войны II степени. Тяжело ранен в марте 1945 года, умер от ран. Его жена и маленький сын погибли в блокадном Ленинграде.
- Дмитрий Иванович Еропкин (1908—1938), астрофизик
- Борис Иванович Еропкин (1910—1995), инженер-судостроитель, был главным конструктором по проектированию барж для «Дороги жизни». В послевоенное время — лауреат Государственной премии. Его жена, Вера Сергеевна Еропкина (урожд.Ленина[9]), погибла под бомбёжкой во время эвакуации из Ленинграда. Их дети (правнуки Д.И.Завалишина) — Ирина Борисовна Еропкина, Флавий Борисович Еропкин.
- Юрий Иванович Еропкин (1912—2006), учёный в области обогащения полезных ископаемых

## Адреса в Санкт-Петербурге
- осень 1824 года — дом А. Н. Волконской — набережная реки Мойки, 12;
- осень 1824 года — 1826 год — дом А. И. Остермана-Толстого — Галерная улица, 9.

## Память
Накануне 200-летия Д. И. Завалишина в музее декабристов в Чите открыта выставка, посвященная его жизни. Набережная реки Чита решением областной Думы получила название «Набережная Декабриста Завалишина», а его барельеф был удачно воплощён на одной из колонн на площади Ленина в 2004 году.
В 2012 году в Иркутском музее декабристов проходила выставка «Американские тайны шкатулки декабриста Д. И. Завалишина», главным экспонатом которой стала шкатулка Дмитрия Иринарховича, которую музею передал внук декабриста — Борис Иванович Еропкин.